# Astragalus bashmensis
Astragalus bashmensis là một loài thực vật có hoa trong họ Đậu. Loài này được Maassoumi miêu tả khoa học đầu tiên.